# Gerald Riggs
Gerald Antonio Riggs (Tullos, 6 novembre 1960) è un ex giocatore di football americano statunitense che ha militato nel ruolo di running back nella National Football League (NFL).

## Carriera
Riggs fu scelto nel corso del primo giro (9º assoluto) del Draft NFL 1982 dagli Atlanta Falcons. Con essi fu convocato per tre Pro Bowl consecutivi dal 1985 al 1987. La sua miglior stagione fu quella del 1985, quando corse 1.719 yard e 10 touchdown, oltre a ricevere 33 passaggi per 267 yard, senza commettere un fumble. Fu l'unico running back negli anni ottanta a correre mille yard in una stagione senza commetterne alcuno. In tre stagioni tra il 1984 e il 1986, Riggs guadagnò 5.212 yard tra corse e ricevute, segnando 32 marcature. In sette anni con i Falcons corse 6.631 yard, il massimo della storia della franchigia all'epoca. Prima della stagione 1989, Riggs fu scambiato con i Washington Redskins.
Nella sua ultima stagione, quella del 1991, Riggs corse 248 yard e segnò 11 touchdown, contribuendo a fare terminare la stagione regolare della squadra con un record di 14-2. Rimane l'unico giocatore della storia ad avere segnato 11 touchdown su corsa in una stagione con meno di 80 possessi. Nelle prime due gare di playoff di quell'anno segnò altri 4 touchdown e andò a segno altre due volte nella vittoria di Washington per 37–24 sui Buffalo Bills nel Super Bowl XXVI, in quella che fu l'ultima gara della carriera. I suoi sei touchdown in una singola annata di playoff sono un record NFL condiviso.

## Palmarès

### Franchigia
- Super Bowl : 1

Washington Redskins: XXVI
- National Football Conference Championship: 1

Washington Redskins: 1991

### Individuale
- Convocazioni al Pro Bowl: 3

1985, 1986, 1987
- Second-team All-Pro: 1

1985
- Atlanta Falcons Ring of Honor